# ФК БСК Лединци
ФК БСК Лединци је клуб из Батковића, град Бијељина, Република Српска. Након завршетка сезоне 2019/20,клуб је одустао од наступа у Регионалној лиги Републике Српске и престао са радом.

## Историја
Клуб је основан 1947. године у мјесту Батковић код Бијељинe под називом Полет. Да би касније промјенио име у БСК. Nastupao je u ligama Brčko saveza do 1992 godine. Године 2006 БСК из Батковића се ујединио са екипом Лединци Бијељина и постао БСК Лединци, након чега се клуб Лединци угасио.

## Резултати (БСК Лединци)
- Регионална лига Републике Српске у фудбалу — Исток 2019/29. (15. мјесто)[1]